# 辻本章次
辻本 章次（つじもと しょうじ、1948年9月25日 - 2023年12月23日）は、日本の元プロボクサーである。奈良県出身。ヨネクラボクシングジム所属。元日本ウェルター級王者。実兄である辻本英守も元日本ライト級王者である。

## 来歴
近畿大学では、ライト級でアマチュアの全日本王者になるなど、102戦92勝（46KO・RSC)10敗の戦績を残した。その後、プロ転向し、ヨネクラジムに入門。
1970年10月7日、浦和洋一（東海）戦（6回判定勝ち）でデビュー。
1972年10月30日、清水孝恒（セキ）が持つ日本ウェルター級王座に挑戦、6R終了TKO勝ちで奪取。
1974年11月11日、元世界王者で、世界ウェルター級10位にランクされていたエディ・パーキンス（アメリカ）に10回判定勝ち、世界ランキング入り。
1975年1月20日、龍反町（野口）が持つOBF東洋ウェルター級王座に挑むも、最終回に2度ダウンを喫し、その失点が響いて引き分け。
日本王座を9度防衛後の1976年10月27日、ホセ・クエバス（メキシコ）が持つWBA同級王座に挑むが、6RKO負けで王座獲得ならず。
その後、日本王座防衛は「12」まで伸ばし、1978年4月28日、亀田昭雄（ミカド）に5RKO負けで王座陥落。試合後現役引退。
1993年、江坂ボクシングクラブの会長に就任。西日本ボクシング協会会長も務めた。
2023年12月23日に大阪市内の病院で死去。75歳没。

## 戦績
- 33戦27勝（14KO）4敗2分